# Berga (Schlieben)

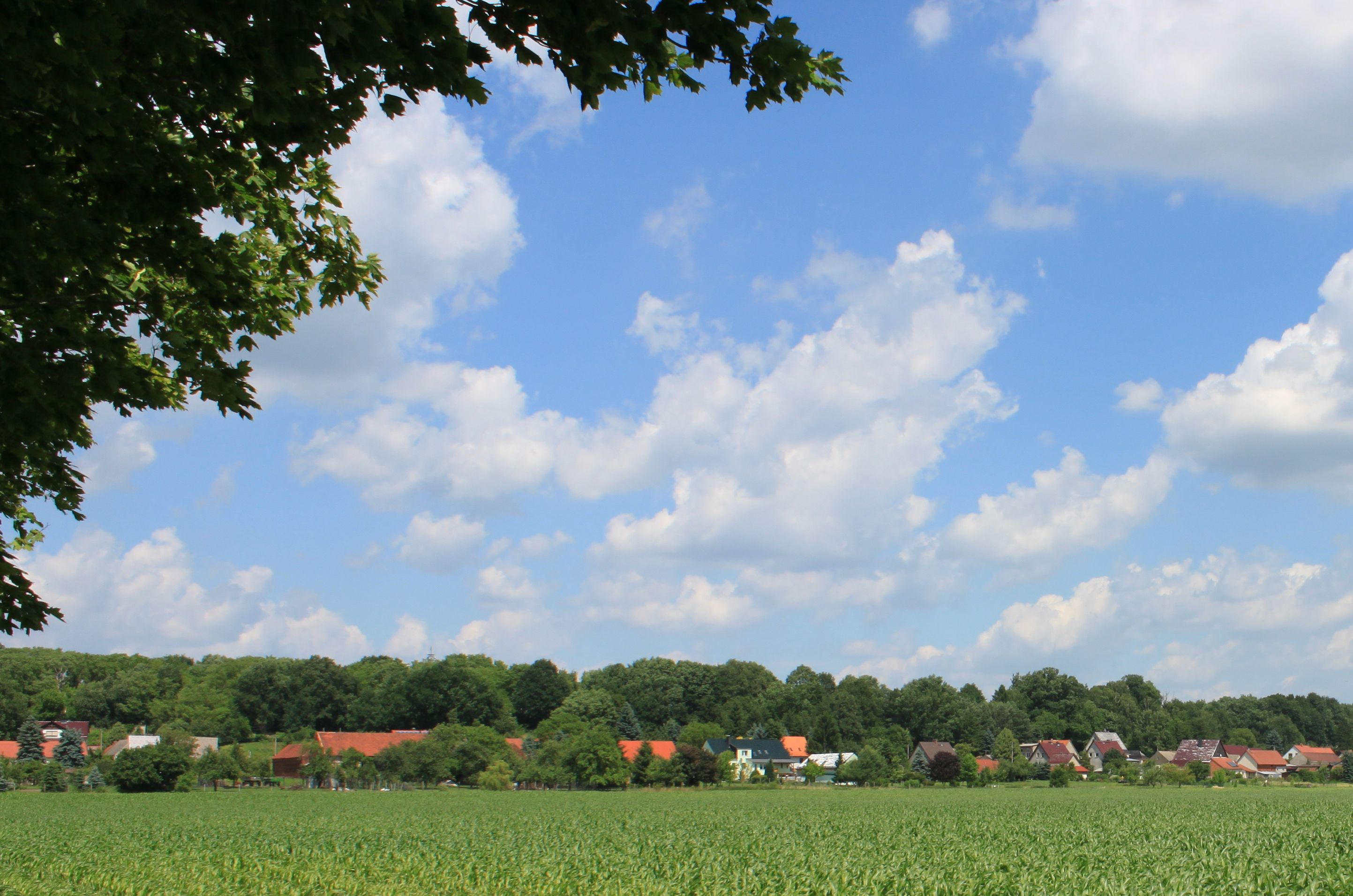
Berga

Berga ist ein Gemeindeteil der südbrandenburgischen Stadt Schlieben im Landkreis Elbe-Elster.

## Geschichte

### Das Schliebener Amtsdorf
Urkundlich erwähnt wurde Berga erstmals im Jahre 1422 als Amtsdorf von Schlieben. Bereits für das Jahr 1450 ist ein verheerender Brand überliefert, bei welchem das gesamte Dorf niederbrannte. Der Ort bestand im 15. und 16. Jahrhundert aus zweiundzwanzig Erbhufen. Wie die benachbarte Stadt Schlieben wurde auch Berga im Dreißigjährigen Krieg von durchziehenden Truppen schwer verwüstet und 1631 war außerdem die Pest durchs Land gezogen. Man hatte noch lange Zeit danach mit den Folgen zu kämpfen. Noch im Jahre 1672 waren infolge des Krieges vier Hüfner- und vier Gärtnerstellen unbesetzt.

### HASAG

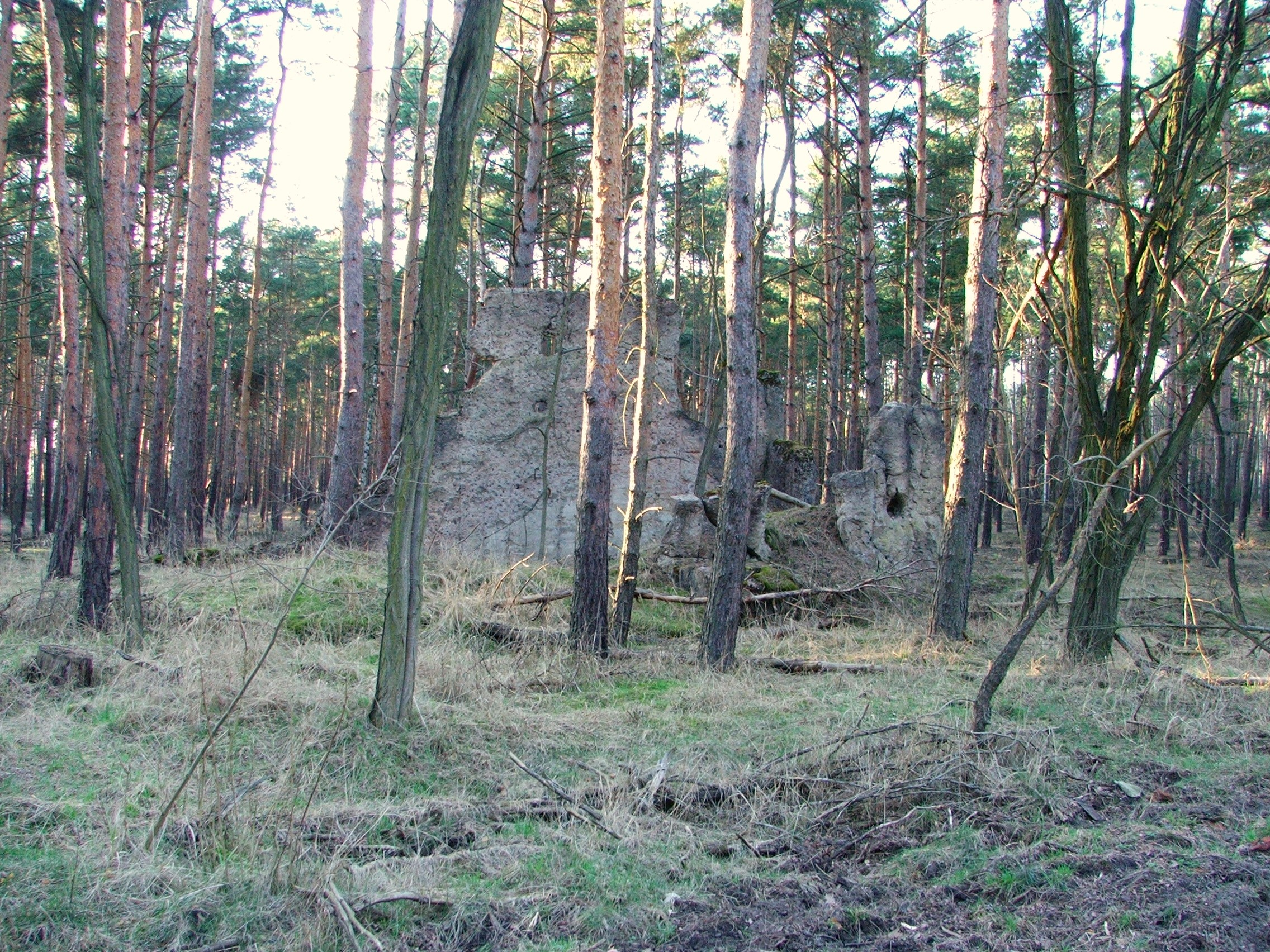
Bunkerruine auf dem einstigen HASAG-Gelände

Ein Jahr vor Beginn des Zweiten Weltkrieges ließ sich 1938 nördlich des Dorfes auf einem 504 Hektar umfassenden Areal der Leipziger Rüstungskonzern Hugo Schneider AG (HASAG) nieder und errichtete hier eine Munitionsfabrik sowie eine Erprobungsstelle, auf welcher neu entwickelte Munition getestet wurde. Kurze Zeit später wurde das Dorf Berga im Jahre 1939 nach Schlieben eingemeindet.
Besondere Bedeutung erlangte die Fabrik mit der Entwicklung der Panzerfaust im Jahre 1942, die in Schlieben-Berga produziert und von Rüstungsminister Albert Speer als kriegswichtig eingestuft wurde. Produziert wurde mit Hilfe von Zwangsarbeitern und -arbeiterinnen aus dem KZ Ravensbrück und dem KZ Buchenwald. Um schnelleren Zugriff auf die Arbeitskräfte zu haben, errichtete die SS im Sommer 1944 mit dem KZ Schlieben eine Außenstelle des Konzentrationslagers in Buchenwald. Es wurde letztlich das drittgrößte Außenlager Buchenwalds und bis zur Befreiung im April 1945 von etwa 5000 Häftlingen durchlaufen, von denen mindestens 217 allein in Schlieben-Berga ihr Leben verloren. Etwa 100 Häftlinge starben in der Nacht vom 11. zum 12. Oktober 1944 durch einen Explosionsunfall, der einen Großteil der Produktionsanlagen zerstörte.

### Dorf der Jugend

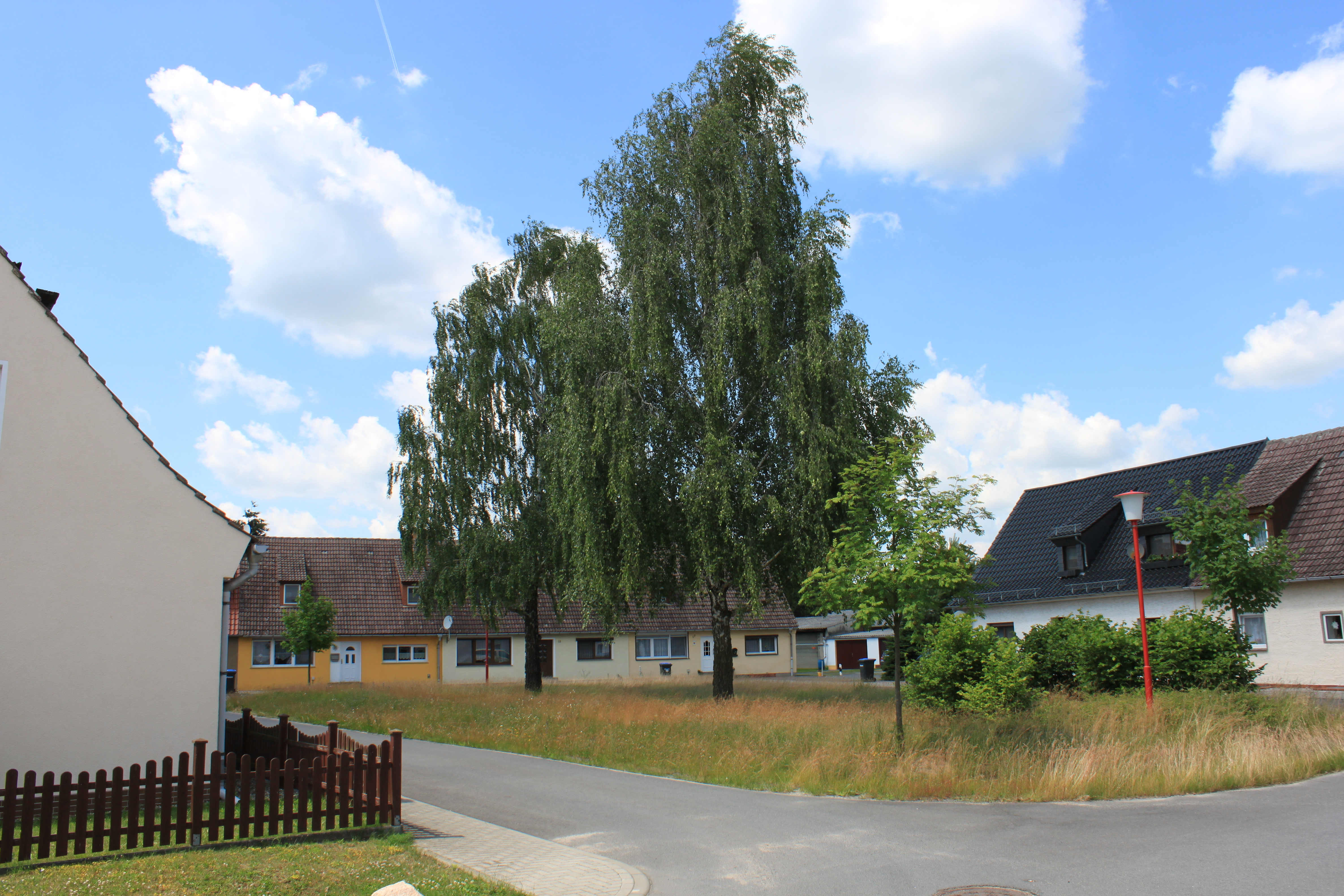
Platz der Jugend

Nachdem die Unterkünfte des Lagers in der Nachkriegszeit zunächst von Flüchtlingen aus den ehemaligen deutschen Ostgebieten genutzt wurden, gab es Pläne auf dem Gelände ein sogenanntes Dorf der Jugend zu errichten. Die Landesdelegiertenkonferenz des sozialistischen Jugendverbandes FDJ verabschiedete am 11. Mai 1947 in Halle/Saale einen entsprechenden Beschluss und am 21. März 1948 erfolgte im Beisein von etwa vierhundert Delegierten die Grundsteinlegung für das Projekt. Die Pläne umfassten unter anderem die Errichtung eines Klubhauses, ein Filmtheaters, einer Berufsschule, Werks- und Verwaltungsgebäude und Wohnhäuser. Allein zwischen dem 21. November und dem 23. Dezember 1948 waren 3125 Jugendliche aus Sachsen-Anhalt und Berlin auf Arbeitseinsatz in Schlieben-Berga.   Am 8. Mai 1949 erhielt während einer Feierstunde das Dorf der Jugend den Namen Jugendkombinat „Karl Liebknecht“. Zu diesem Zeitpunkt waren unter anderem bereits 25 Hektar Land auf dem Gelände urbar gemacht und bestellt worden. Außerdem waren drei Einfamilienhäuser bezugsfertig und weitere sechs Häuser standen vor ihrer Vollendung. Außerdem wollte man nun in Berga auch eine „Feinwerkzeug-, Maschinen- und Lehrbaufabrik“ für insgesamt 1200 Werktätige errichten. Und auch in der Folgezeit leisteten in Berga mehrere tausend Jugendliche Sonderschichten, in den auch die Ruinen der einstigen Panzerfaustfabrik beseitigt wurden.
Das Projekt schlief allerdings Anfang der 1950er Jahre weitgehend ein und die ehrgeizigen Pläne und Visionen wurde letztlich nur zum Teil verwirklicht. Insgesamt entstanden in dieser Zeit um den „Platz der Jugend“ einige Wohnhäuser und ein Bauhof. Die Nationale Volksarmee (NVA) und nach ihr die Bundeswehr nutzten später Teile des Areals als Betriebsstoffdepot.

## Kultur und Sehenswürdigkeiten

### Dauerausstellung KZ Schlieben
Nachdem lange Zeit nur die Gedenkstätte in der Gartenstraße an die KZ-Außenstelle erinnerte, gibt es seit April 2011 in Schlieben-Berga eine Dauerausstellung, welche das Konzentrationslager Schlieben thematisiert und vom 2009 gegründeten  Verein Gedenkstätte KZ-Außenlager Schlieben-Berga e. V. betrieben wird. Außerdem werden Führungen durch das einstige HASAG-Gelände angeboten.

### Baudenkmäler

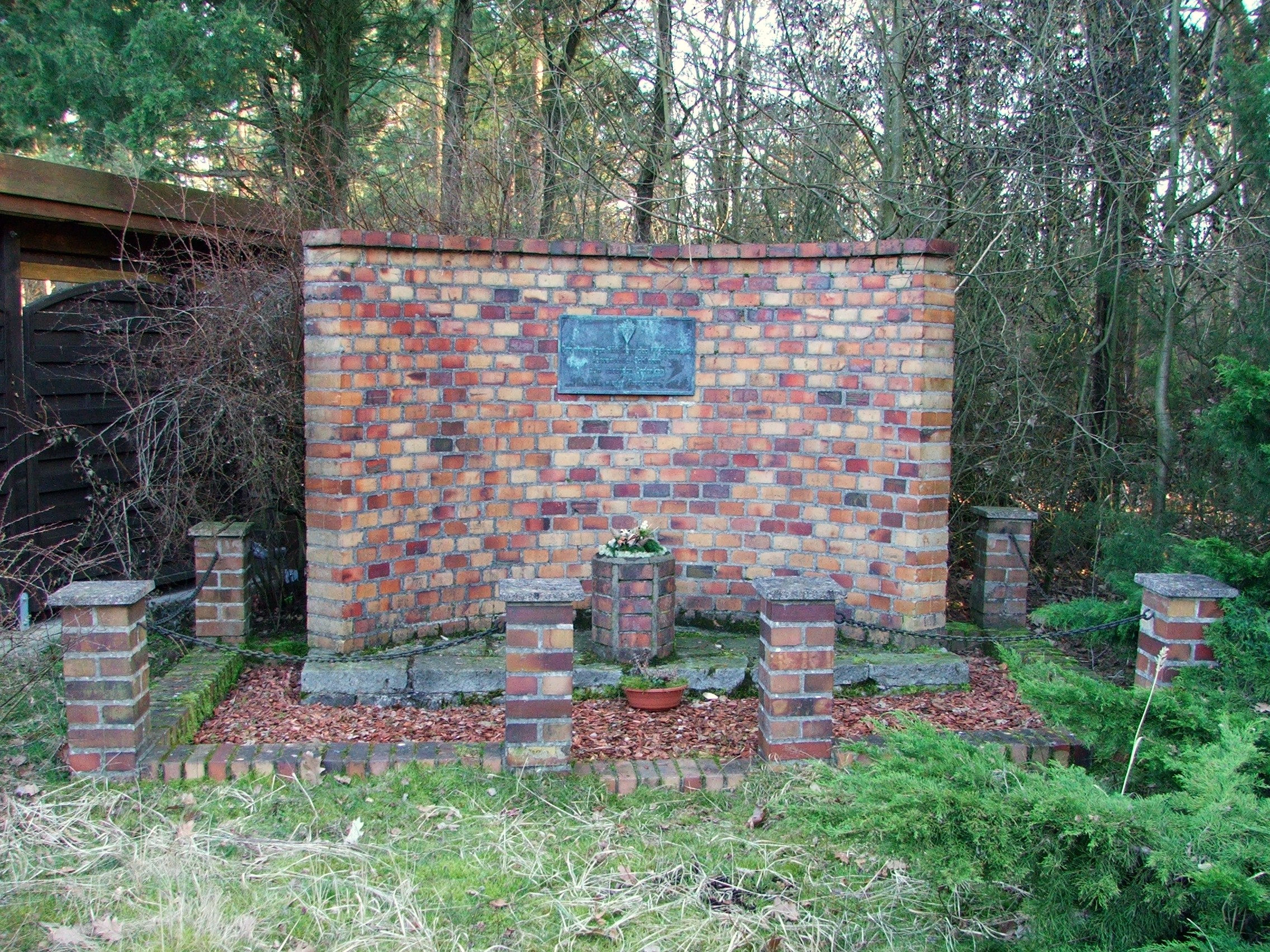
Gedenkstätte für die Zwangsarbeiter der Panzerfaustfabrik in der Gartenstraße

In Berga gibt es einige Baudenkmäler, welche in die Denkmalliste des Landes Brandenburg aufgenommen wurden. So befindet sich an der Landstraße nach Krassig ein etwa 90 Zentimeter hoher historischer Wegweiser aus Sandstein, welcher aus dem letzten Drittel des 19. Jahrhunderts stammt. In der Naundorfer Straße 23 steht das Wohnhaus eines einstigen Großbauern unter Denkmalschutz, das um 1740 errichtet wurde und vormals Teil eines Vierseitenhofes war. Dabei handelt es sich um einen zweigeschossigen Fachwerkbau, der „ein wichtiges Zeugnis des mitteldeutschen Ernhauses in der Region darstellt.“ (Gramlich, Küttner: Landkreis Elbe-Elster)
Die Gedenkstätte in der Gartenstraße stammt aus dem Jahre 1949. Hier wird der Zwangsarbeiter gedacht, welche 1944 bei der verheerenden Explosionskatastrophe in der Panzerfaustfabrik ums Leben kamen. Die Reste der Produktionsanlagen und zugehörigen Umwallungen der ehemaligen Panzerfaustfabrik der HASAG sowie die Depotbunker, ihre Schutzwälle und Zuwegungen und die Erschließungsstraßen zwischen den Depotbunkern befinden sich ebenfalls unter Denkmalschutz.

## Wirtschaft und Infrastruktur

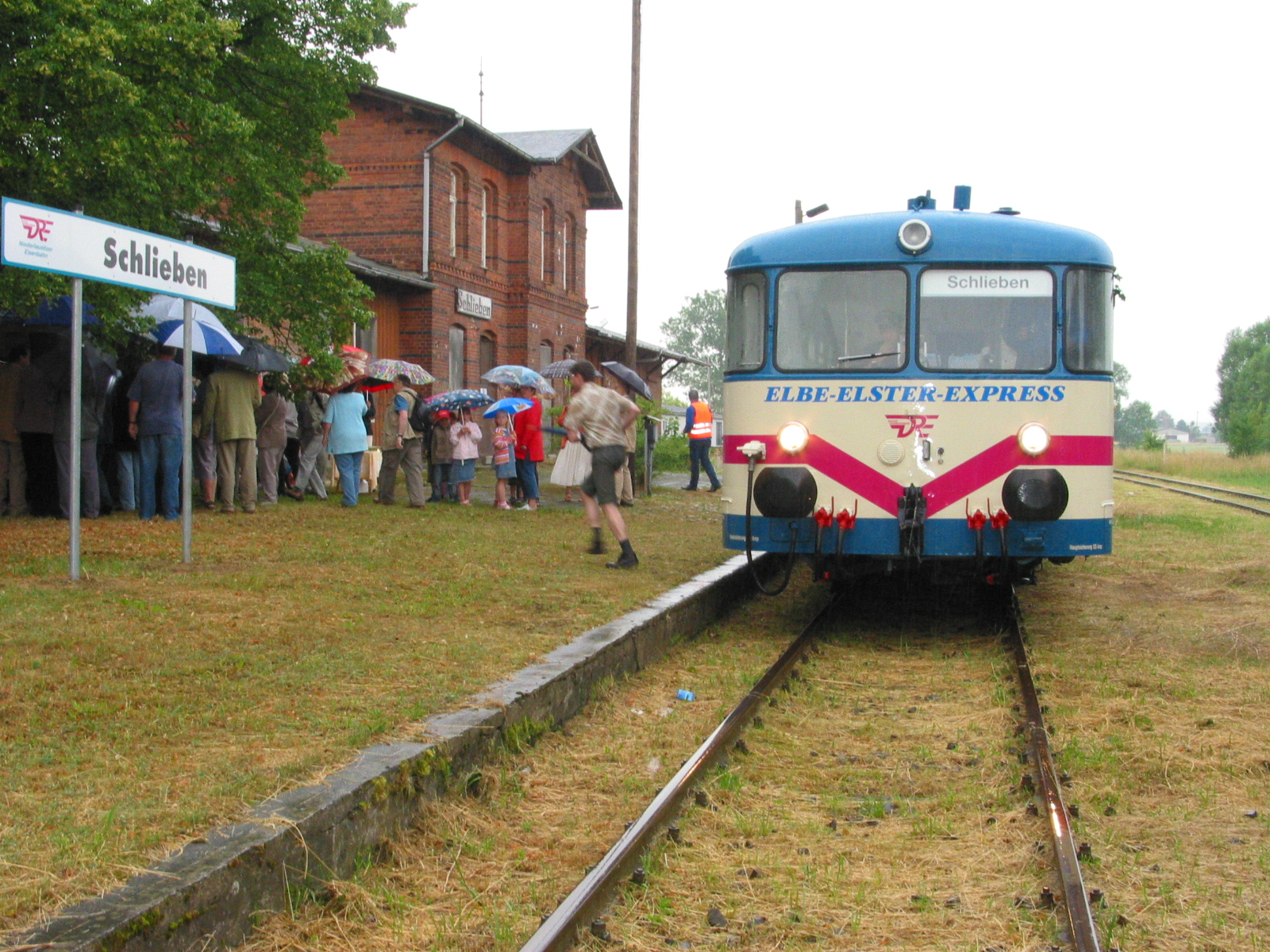
Elbe-Elster-Express im Bahnhof Schlieben

Der Ort liegt etwa einen Kilometer nördlich des Stadtkerns von Schlieben an der von Krassig nach Dübrichen führenden Landesstraße 691. Auf Bergaer Flur befindet sich außerdem an der ehemaligen Bahnstrecke Falkenberg/Elster–Beeskow der Schliebener Bahnhof, dessen Bahnhofsgebäude im Jahre 1896 erbaut wurde.
In der Gegenwart besteht auf dem Gelände der HASAG und des „Dorfes der Jugend“ der „Wissenschafts- und Industriepark Schlieben“, in welchem neben dem Amt für Agrarordnung und dem Technologie- und Gründerzentrum „Elbe-Elster“ einige mittelständische Betriebe ansässig sind.